# Mohamed Sahli
Mohamed Sahli, né le 24 avril 1978 à Tunis en Tunisie, est un footballeur puis entraîneur autrichien jouant au poste de milieu de terrain.

## Biographie

### En tant que joueur
Sahli joue de 2007 à 2009 pour l'ASV Blau-Weiß Salzburg, où il est principalement utilisé pour la réserve. En août 2009, il dispute son dernier match en tant qu'actif.

### En tant qu'entraîneur
Sahli est entraîneur de jeunes à l'ASV Blau-Weiß Salzburg à partir de 2008, où il est également actif en tant que joueur à ce moment-là. À partir de mars 2009, il entraîne les jeunes du 1. Salzburger SK 1919. Pour la saison 2008-09, il rejoint le Red Bull Salzbourg. Entre 2012 et 2013, il entraîne les jeunes de l'équipe filiale du FC Liefering, avant de retourner à Salzbourg.
Pour la saison 2015-16, il devient entraîneur des amateurs du SV Grödig évoluant en quatrième division de Bundesliga. Grödig II termine troisième du championnat de Salzbourg lors de cette saison, mais s'est retiré en raison du retrait de l'équipe première du football professionnel. Sahli quitte alors Grödig et devient entraîneur de jeunes au SK Sturm Graz pour la saison 2016-17. À partir de 2017, il est également entraîneur adjoint de l'équipe autrichienne des moins de 19 ans. Après la saison 2017-18, il quitte le Sturm Graz pour des raisons familiales. À partir de 2018, il est entraîneur adjoint de Martin Scherb dans l'équipe autrichienne des moins de 16 ans.
Pour la saison 2019-20, il rejoint un club de Bundesliga, Wolfsberger AC, et devient l'entraîneur adjoint de Gerhard Struber. Après le départ de ce dernier pour le FC Barnsley en novembre 2019, Sahli devient entraîneur en chef par intérim du club de Carinthie. En décembre 2019, il est remplacé par Ferdinand Feldhofer.
L'Union sportive monastirienne annonce la nomination de Mohamed Sahli en tant que nouvel entraîneur de l'équipe première, succédant à Lassaad Chabbi. Sahli, dont la carrière s'est principalement déroulée en Autriche, où il a entraîné les jeunes sélections autrichiennes, prend les rênes de l'équipe.
Le Club africain nomme Mohamed Sahli au poste de directeur sportif et conseiller technique de son équipe séniors de football. Sahli avait refusé une offre de la Fédération tunisienne de football avant d'accepter ce nouveau rôle,.